# Tunísia
Tunísia o República de Tunísia (àrab: الجمهورية التونسية, al-Jumhūriyya at-Tūnisiyya) és un estat del nord d'Àfrica que fa frontera amb Algèria a l'oest i amb Líbia al sud-est, mentre que el mar Mediterrani banya les seves costes, al nord i a l'est del país. És el país més petit situat prop de la serralada muntanyosa de l'Atles. Aproximadament 40% d'aquesta nació està composta pel desert del Sàhara, mentre que la resta és sòl fèrtil i adient per a l'agricultura, a més a més, té 1.300 km de costa.

## Etimologia
El nom del país deriva de Tunis, la capital del país, coneguda pels grecs clàssics com a Tynes. Al nom de la capital se li han atribuït diversos orígens: s'ha associat a la deïtat fenícia Tanit (també anomenada Tunit) o amb l'expressió amaziga ens que significa «caure.»
En l'àrab local, el mateix nom és usat tant per al país com per a la ciutat, تونس, i solament pel context pot hom destriar-los.
El nom va ser introduït pels geògrafs i historiadors francesos al començament del segle xix com a part dels seus esforços per donar noms als nous territoris i protectorats ocupats. La forma francesa Tunisie va ser adoptada en alguns idiomes europeus amb mínimes variacions com a nom distintiu per designar al país, com és el cas del català Tunísia.

## Història
El territori de la Tunísia moderna va ser administrat gairebé tot sota el nom de la província romana d'Àfrica, i va esdevenir un dels graners de Roma. En el segle v, els vàndals al comandament de Genseric, van envair la regió. En el segle vi, Belisari va recuperar la regió per a l'Imperi Romà d'Orient. En el segle vii, va esdevenir part de la dinastia Omeia i els abbàssides, sota el nom d'Ifríqiya; durant aquesta època, es va fundar la ciutat de Kairuan. Posteriorment, els amazics nadius van arribar el poder amb el beneplàcit del Califat Fatimita, i es va enderrocar la dinastia aglàbida, col·locant-se en el seu lloc la dinastia dels Ziris. En el 1045, els ziris van renunciar al xiisme, i els fatimites van enviar, a Banu Hilal, una confederació de beduïns, per eliminar els ziris. D'aquesta manera, la regió va ser devastada i la pròspera indústria agrària es va arruïnar.
En el 1159, els almohades van dominar la regió, i foren expulsats en el segle xiii pels hafsis, que van governar Ifríqiya. Allí es va refugiar i va morir Lluís IX de França, quan anava de camí a les croades. A principis del segle xvi la corona d'Aragó va assolir controlar-ne algunes ciutats costaneres, que van perdre ràpidament davant l'Imperi Otomà, que va governar Ifríqiya des del 1574. Els governants turcs, els Begs, van obtenir un grau d'independència respecte a Turquia.
En el segle xix, els Begs van sol·licitar grans sumes de diners com a préstec a França, que va començar a considerar la colonització de Tunísia. El 12 de maig del 1881, França va declarar Tunísia un protectorat, després d'un acord en què va permetre l'ocupació britànica de Xipre; no obstant això, molt abans d'aquesta data, el govern beg tunisià havia perdut la seva autonomia.
Al final de la Primera Guerra Mundial, el 4 de juny del 1920, es va crear el partit Destur (الحزب الحر الدستوري), organitzat a l'entorn de la figura d'Abd al-Aziz al-Thaalibi, que es va oposar al règim del protectorat. El 1932, el Destur s'escindiria en una branca islamista, que conservaria el nom, i una altra de laica organitzada a la manera dels partits socialistes europeus, que seria coneguda com a Nou Destur (الحزب الحر الدستوري الجديد), el partit d'Habib Burguiba.
Durant la Segona Guerra Mundial, Tunísia va ser una de les colònies franceses lleials al règim proalemany de Vichy, i tropes alemanyes es van atrinxerar al seu territori, i foren atrapades. Tunísia continuaria sota el control colonial de França després de la guerra i arribaria a la seva independència el 1956.
El president Zine El Abidine Ben Ali va ser reelegit per a un tercer mandat el 1999, amb el seu partit Agrupació Constitucional Democràtica (RCD) i va aconseguir 148 dels 182 escons del Parlament. Mohamed Ghannouchi va ser nomenat primer ministre. Tunísia va iniciar un període de més obertura a l'exterior. La IV Cimera Empresarial Centremediterrània es va celebrar per primer cop a Tunísia, en què el país va apostar per una zona de lliure comerç, que es va concretar el 2001 entre el Marroc, Egipte, Tunísia i Jordània. Es va incrementar la cooperació intermagribina arran de l'amenaça islàmica, amb entrevistes amb el president algerià i libi, i el rei del Marroc.
El 2001, la Unió Europea va signar acords amb Tunísia per al control de l'emigració clandestina, que es concretarien en el Grup 5+5 el 2002 (Portugal, Espanya, França, Itàlia, Malta i Mauritània, El Marroc, Algèria, Tunísia i Líbia). Un grup terrorista vinculat a Al-Qaida va cometre un atemptat l'11 d'abril del 2002 en una sinagoga a l'illa de Jerba, en el qual van morir 15 persones.
El 2002, l'Assemblea Nacional va aprovar una reforma de la Constitució que considerava la creació d'una segona cambra legislativa (Cambra de Consellers), major protecció dels drets i llibertats públiques, així com l'eliminació del límit de mandats d'un president.
El 2011, en resposta a les protestes iniciades el desembre del 2010 i provocades per la situació econòmica, social i política, el president Ben Ali va declarar l'estat d'emergència al país, va dissoldre el govern el 14 de gener del 2011 i va prometre noves eleccions legislatives en sis mesos. Però aquell mateix dia, el primer ministre Mohammed Ghannouchi va aparèixer a la televisió estatal per anunciar que assumia el poder a Tunísia.
Varen córrer notícies que citaven fonts no identificades del govern de Tunísia, que el President havia abandonat el país. Gannouchi va basar la presa de poder en l'article 56 de la Constitució de Tunísia. No obstant això, el cap del Tribunal Constitucional de Tunísia, Fethi Abdennadher, anuncià que Gannouchi violava la Constitució, ja que l'article 56 no era aplicable en les circumstàncies actuals i requeria un president. L'article 57 de la Constitució estableix que el President del Parlament ha de prendre el poder executiu i organitzar unes eleccions en un termini de 45 a 60 dies. El 2013, fou nomenat primer ministre Ali Laarayedh.

### De la Cartago púnica a la Cartago romana

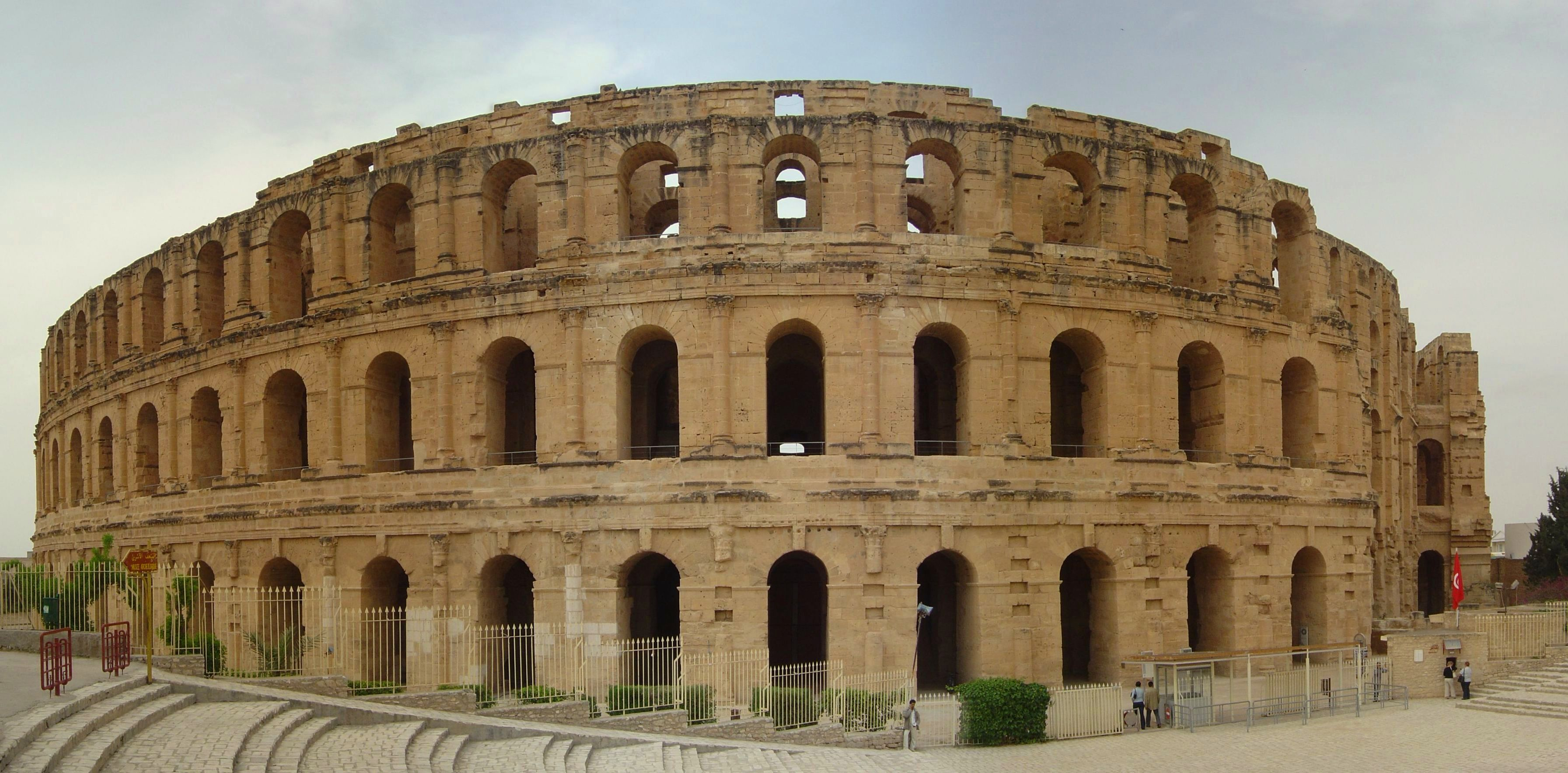
Amfiteatre romà a El Djem

Al territori de la Tunísia actual va florir la ciutat de Cartago, fundada en el segle viii aC pels fenicis de Tir. Cap al segle vi aC, Cartago havia vençut a les tribus líbies i havia conquerit les antigues colònies fenícies, controlant d'aquesta manera tota la costa del nord d'Àfrica, des de l'oceà Atlàntic fins a la frontera occidental d'Egipte, així com Sardenya, Malta, les illes Balears i part de Sicília. Al segle v aC, el navegant cartaginès Hannó (530-470 aC) va emprendre un viatge al llarg de la costa atlàntica del nord d'Àfrica. El poder marítim va permetre als cartaginesos estendre els seus assentaments i conquestes, formant un imperi dispers dedicat al comerç. Entre les seves empreses comercials destacaven la mineria de plata i plom, la fabricació de llits, una indústria de fusta a les muntanyes de la serralada de l'Atles, la fabricació de ceràmica, joieria, i l'exportació d'animals salvatges provinents de les jungles africanes, de l'ivori i l'or. L'Imperi Cartaginès va estar en guerra gairebé contínuament amb Grècia i Roma durant 150 anys. Les guerres amb els grecs, que van començar en el 409 aC, es van produir pel domini de Sicília, situada aproximadament a 160 km al nord de Cartago, que formava un pont natural entre el nord d'Àfrica i la península itàlica.
Va ser definitivament conquerida per la República Romana en ser derrotada en les guerres púniques en el segle ii aC Cartago va ser destruïda i la influència cultural asiàtica i africana en l'actual Tunísia va ser minvada per la influència romana. El territori de la Tunísia moderna va ser administrat gairebé íntegrament sota el nom de la província romana d'Àfrica, i es va convertir en un dels graners de Roma.

### Edat mitjana

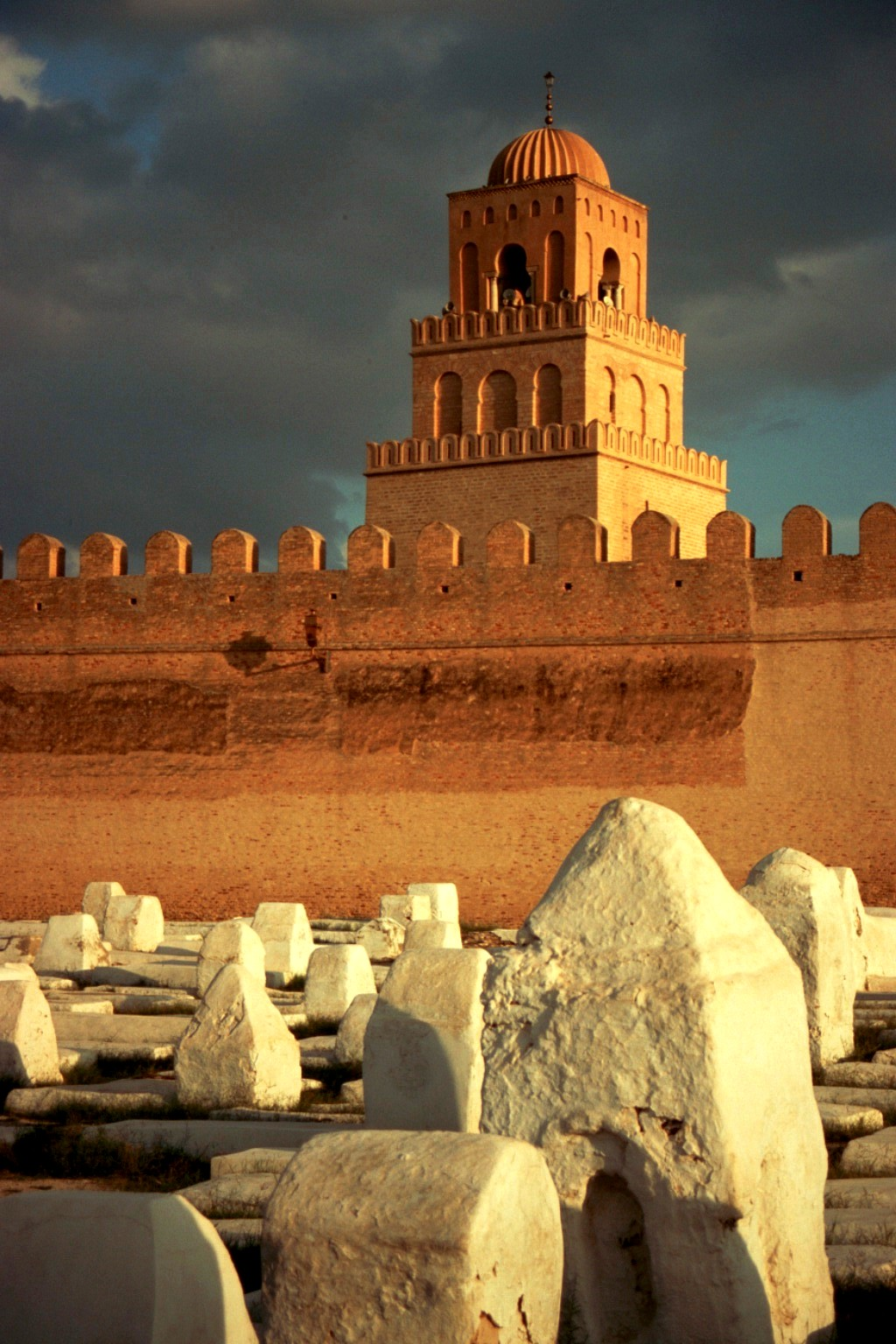
Ciutat islàmica de Kairuan.

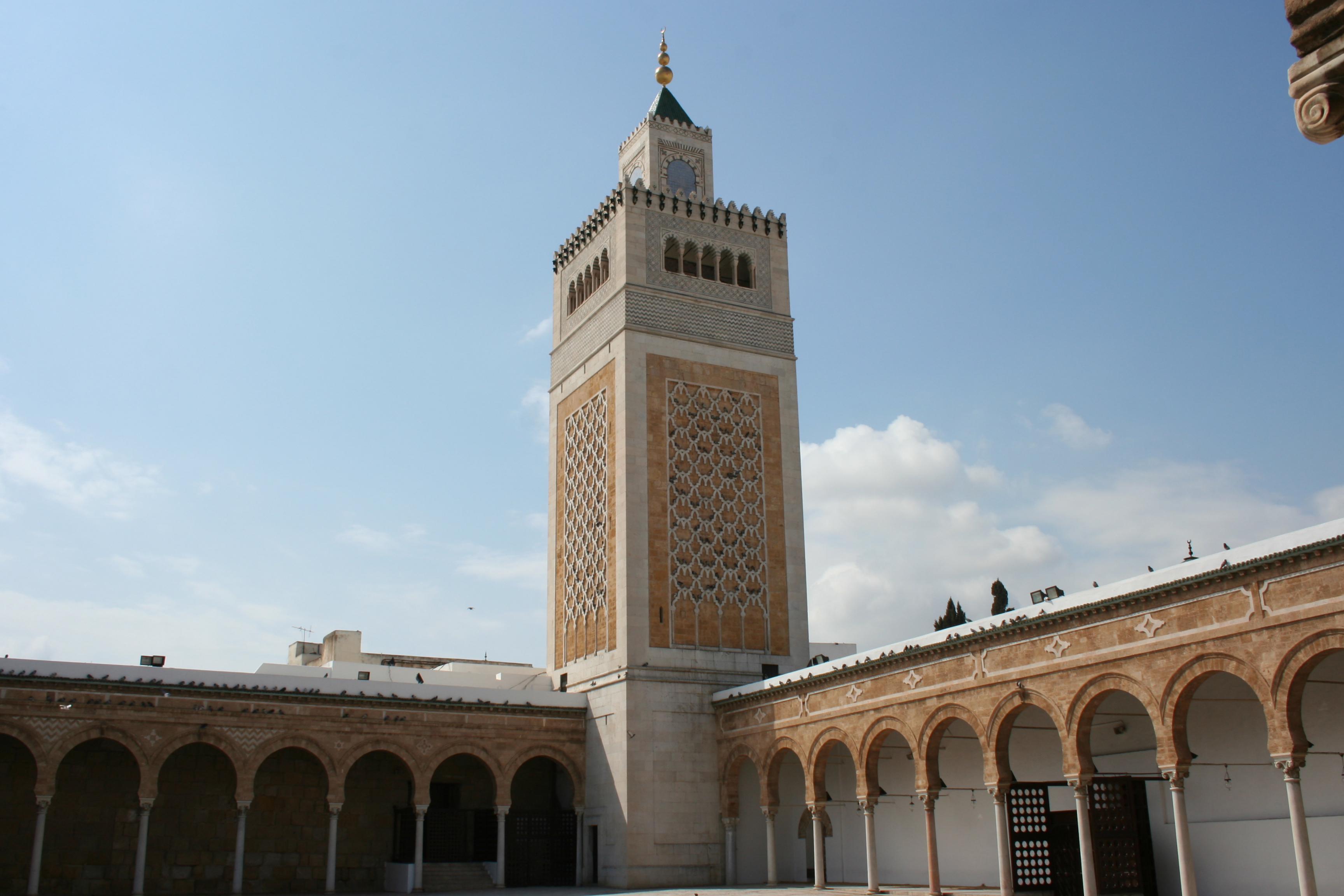
Mesquita Ez-Zitouna

Al segle v, els vàndals al comandament de Genseric van envair la regió. En el segle vi, Belisari la va recuperar per l'Imperi Romà d'Orient. En el segle vii es va convertir en part del califat omeia i abbàssida, sota el nom d'Ifríqiya. Durant aquesta època es va fundar la ciutat de Kairuan. Posteriorment els amazics natius van aconseguir el poder amb el beneplàcit del Califat Fatimita, i es va enderrocar la dinastia aglàbida, col·locant-se en el seu lloc la dinastia dels zírides. El 1045, els zírides van renunciar al xiïsme, i els fatimites van enviar al Banu Hilal, una confederació de beduïns, a eliminar els zírides. D'aquesta manera, la regió va ser devastada i la pròspera indústria agrària es va arruïnar.
El 1159, els almohades van dominar la regió, sent expulsats en el segle xiii pels hàfsides, que van governar Ifríqiya. Aquí es va refugiar i va morir Lluís IX de França quan anava de camí a les croades.

### Tunísia otomana
La fi de la Reconquesta espanyola el 1492 va obrir les portes del nord d'Àfrica a aquest país. El 1504 el corsari barbaresc Uruj, més conegut com a Barbarroja, va establir la seva caserna general a Tunísia. Aquest famós pirata va néixer en una illa grega del mar Egeu. Una de les seves primeres gestes va ser la captura de dues galeres propietat del papa Juli II carregades de riqueses. Barbarroja va rendir tribut a l'anomenada “Sublim Porta” (Turquia), oferint-li un quart de les seves captures i declarant-se vassall del seu sultà.
Tunísia aviat es va transformar en refugi dels pirates barbarescos, enemics acèrrims dels cristians del Mediterrani. Les contínues depredacions dels tunisians van motivar el 1509 les expedicions organitzades pel cardenal Cisneros, que va avançar els fons necessaris per equipar 20.000 homes. Cisneros va entrar amb les seves tropes a la ciutat d'Orà, i Pedro Navarro va sotmetre Bugia, Alger, Tunis, Tlemcen i l'any 1511 la ciutat de Trípoli. Però en intentar sotmetre l'illa de Gelba, les forces espanyoles, esgotades, van ser escomeses pels moros. Els pocs supervivents de la batalla van ser reembarcats pel general Navarro, podent escapar de la mort.

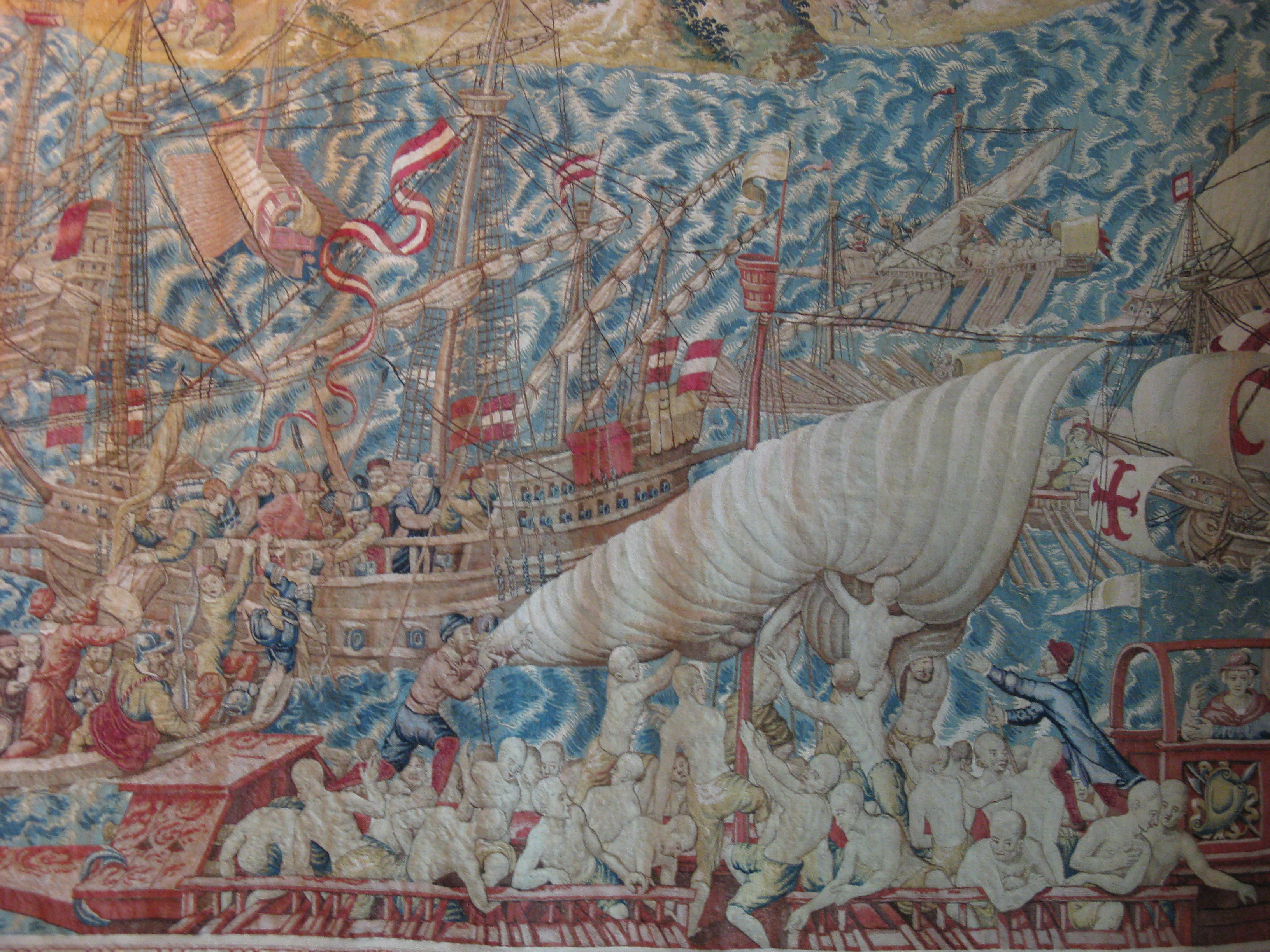
Conquesta de Tunísia pel rei espanyol Carles I en l'anomenada Jornada de Tunísia el 1535.

Khair ed-Din Barba-rossa, almirall otomà governant de la regència d'Alger, s'apoderà de Tunis el 18 d'agost de 1534 deposant a Mulei Hassan, vassall de l'emperador Carles V. Això va provocar la convocatòria de les corts a Madrid, per a sol·licitar subsidis per a recuperar Tunis, i, al mateix temps, demanar ajuda a altres prínceps. Es convoca per a l'operació a les esquadres del Cantàbric i de Flandes. Per aquest motiu el 1535 l'emperador Carles V va partir rumb a Tunísia amb totes les seves forces. La Goleta va ser presa el 16 de juliol, i Tunísia va caure pocs dies després. Carles I va reposar en el tron a Muley Hassan, obligant a deixar La Goleta amb dues milles de terreny en circumferència. En proposar-se el rei espanyol la conquesta d'Alger el 1541, les tempestats van destrossar gran nombre de les seves naus.
El 1573 Tunísia torna a caure en mans dels turcs, sent objecte d'una nova expedició espanyola. L'1 d'octubre Joan d'Habsburg i Blomberg, després de la victòria de Lepant, es va dirigir a la Goleta amb 104 naus i 20.000 homes i va conquerir Tunísia. Però un any després Tunísia va caure una altra vegada en poder dels turcs, convertint-se en un vilayat administrat per un governador. Sota el dilatat govern otomà, el país va conèixer un període de relativa estabilitat fins a l'any 1881. L'administració imperial va ser desenvolupada per administradors natius, coneguts com a beys. El primer d'ells, Hussayn (I) ibn Alí (1705-1740) va fundar la dinastia Husaynita de Tunísia, sota el govern del qual el país va aconseguir un relatiu grau d'autonomia i una gran prosperitat. La pirateria barbaresca ser una activitat que va aconseguir gran florida sota els auspicis de la dinastia dels Husain. A la fi del segle xvii i principis del xviii, un gran nombre d'Estats mediterranis pagaven tributs de forma regular al govern tunisià per protegir de possibles atacs a les seves flotes. Aquesta situació va canviar al començament del segle xix, quan l'acció conjunta de diversos països occidentals va acabar amb les bases corsàries de Tunísia i altres situades al llarg de l'anomenada costa de Barbaria, al nord d'Àfrica. Com a resultat de la pèrdua dels ingressos procedents dels actes de pirateria, el govern de Tunísia es va veure embolicat en enormes deutes, als quals van contribuir les incontrolades extravagàncies personals dels beys i les despeses per sufocar les freqüents revoltes internes.

### Domini francès
A la fi del segle xviii l'autoritat otomana sobre Tunísia era merament nominal. Els principals creditors de Tunísia van ser França i el Regne Unit, els qui tenien grans ambicions imperials en el nord d'Àfrica. El 1830, França va conquerir i es va annexionar Algèria i va posar els seus ulls a Tunísia. En el Congrés de Berlín de 1878, França va permetre als britànics ocupar l'illa mediterrània de Xipre a canvi de veure reconeguts els seus interessos a Tunísia. El 1881 l'exèrcit francès va ocupar el país amb la finalitat de subjugar a les tribus que dificultaven la presència francesa a Algèria. I el 12 de maig d'aquest mateix any el bey regent va signar el Tractat de Kasser Said (conegut com el Tractat de Bard), pel qual Tunísia passava a ser protectorat francès. El 1883 tots dos països van signar la Convenció de Marsa.
Durant la Segona Guerra Mundial, Tunísia va ser una de les colònies franceses lleials al règim proalemany de Vichy, i les tropes alemanyes es van instal·lar al seu territori, en el qual van acabar acorralades pels Aliats. Després del final de la Guerra, Tunísia va continuar sota el control colonial de França fins a aconseguir la seva independència el 1956.

### Independència

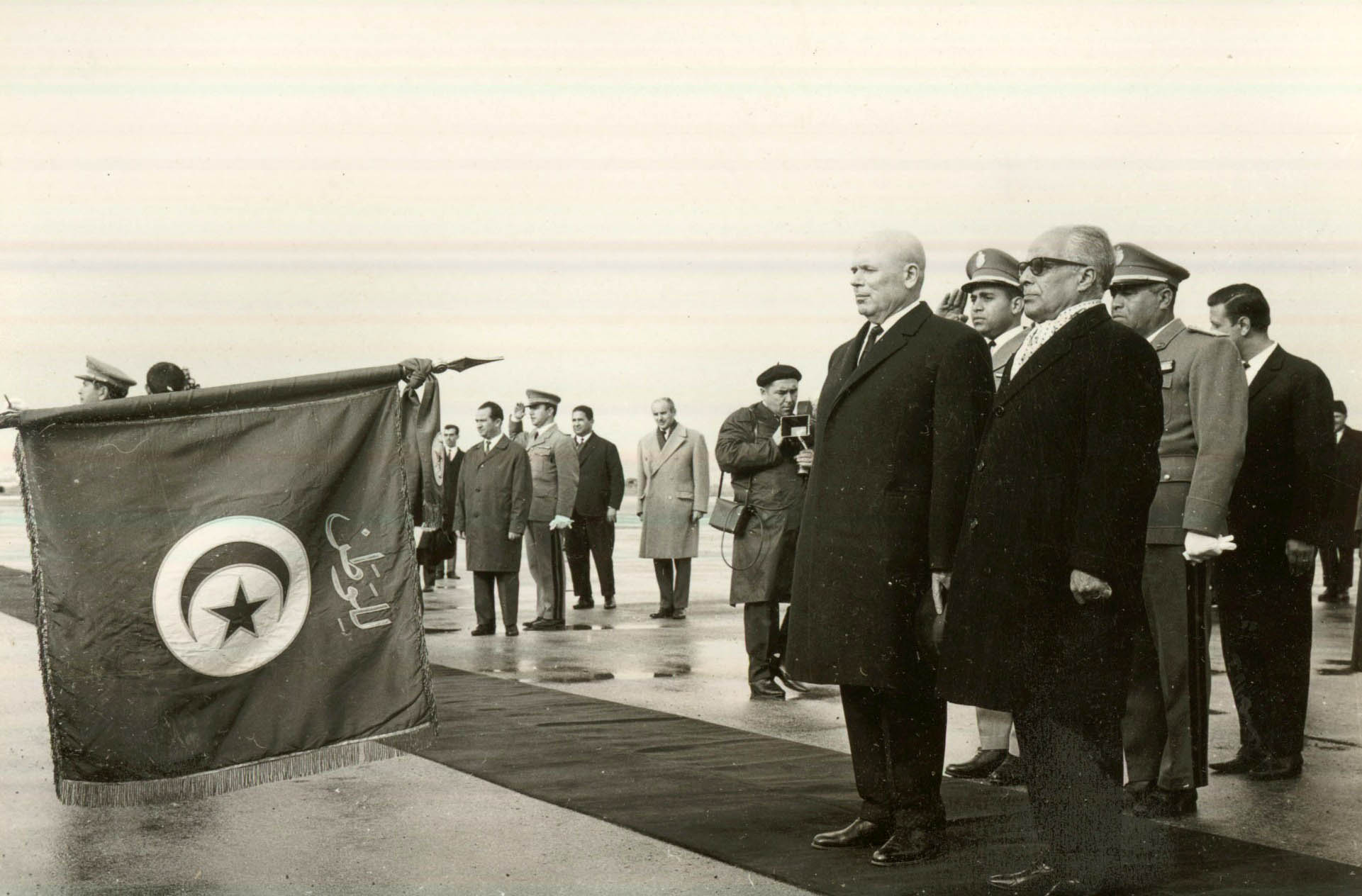
El primer president de Tunísia, Habib Burguiba, ret tribut a la bandera de Tunísia el 1967.

L'any 1934, amb la formació del Partit Néo-Destour (Nova Constitució) (NDP) dirigit per Habib Bourguiba, marcarà l'inici de la lluita tunisiana per la seva independència. El 1955 Tunísia va aconseguir l'autogovern i, el 1957, la independència com una monarquia constitucional. El 1957, es va enderrocar la monarquia proclamant-se la República, amb Bourguiba com a President.
Malgrat la independència, França va mantenir la seva presència militar per mitjà d'una base naval a Bizerta fins a 1963. En aquest any, després d'un bloqueig per part de la marina tunisiana, els francesos es van veure obligats a abandonar definitivament el país. Aquesta política d'allunyament de l'antic poder colonial, va donar un nou pas el 12 de maig de 1964 quan per sorpresa, es van expropiar les terres dels colons estrangers. França i Itàlia, països que els seus nacionals eren els més afectats, van protestar i van suspendre l'ajuda econòmica.
El govern del Partit Socialista Destourien (anomenat de nou com Rassemblement Constitutionel Démocratique el 1988), convivia amb l'NDP i va fer que Bourguiba seguís polítiques socialistes en els primers anys del seu mandat. No obstant això, durant el decenni de 1970 va obrir l'economia a la inversió estrangera i va permetre el desenvolupament del sector privat.
Bourguiba es va mantenir en el poder fins a 1987, és a dir, durant trenta anys consecutius, primer durant l'etapa de partit únic, i després de 1975 com a President democràtic. Des d'aquesta data va governar Zine El Abidine Ben Ali, qui va ser enderrocat per un moviment popular el gener de 2011. Aquest moviment va donar pas a una obertura democràtica, amb la legalització de la pràctica totalitat dels partits polítics de l'oposició i la celebració d'unes eleccions a una Assemblea Constituent. Aquesta va triar un president i un govern provisionals en tant redacta una nova constitució.
La nova Constitució es va aprovar el 26 de gener de 2014, reconeixent com a mesura pionera al món àrab la igualtat entre sexes. L'agost de 2016 s'aconsegueix formar Govern d'unitat, sota el Primer Ministre Yusef Chahed, del partit Nidá-Tunis, incloent-hi personalitats d'esquerres, dones, joves i islamistes moderats entre els 26 ministeris.

## Govern i política
Des que va triomfar el seu cop d'estat el 1987, el president Zine El Abidine Ben Ali va mantenir el poder amb l'ajuda del seu partit l'Assemblea Constitucional Democràtica (RCD). Encara que formalment multipartidista, el règim polític era considerat internacionalment com a dictatorial, i els partits polítics d'oposició amb prou feines tenien accés al parlament.
En la seva política exterior es va caracteritzar pel seu suport i per convertir-se en l'amfitrió dels combatents de l'Organització per a l'Alliberament de Palestina des de la seva sortida imposada des del Líban seguint la invasió israeliana el 1982. Tunísia va ser, a més, un dels països impulsors de la Unió Àrab del Magrib, constituïda al febrer de 1989, concebuda com un bloc polític i econòmic en el nord d'Àfrica, paral·lela a la Comunitat Europea, comprenent Algèria, Líbia, el Marroc, Mauritània i Tunísia. Tunísia pertany a diverses organitzacions de cooperació internacionals, com la Lliga d'Estats Àrabs, La Unió Africana (UA) i la Comunitat dels Estats saharui-saharià.
El 2001 la Unió Europea va signar acords amb Tunísia per controlar l'emigració clandestina, que es concretarien en el Grup 5+5 el 2002 (Portugal, Espanya, França, Itàlia, Malta i Mauritània, el Marroc, Algèria, Tunísia i Líbia). Un grup terrorista vinculat a Al-Qaeda va cometre un atemptat l'11 d'abril de 2002 en una sinagoga a l'illa de Gerba, en el qual van morir 15 persones.
Entre finals del 2010 i principis del 2011 es desenvolupen una sèrie de protestes i disturbis que obliguen al president Zine El Abidine Ben Ali a convocar eleccions per a l'any 2014. Posteriorment, la tarda del 14 de gener del mateix any, davant la continuïtat de les protestes, va abandonar el país, fugint a l'Aràbia Saudita i deixant el poder al primer ministre Mohammed Ghannouchi., qui al seu torn va ser substituït l'endemà pel President del Parlament, Fouad Mebazaa.

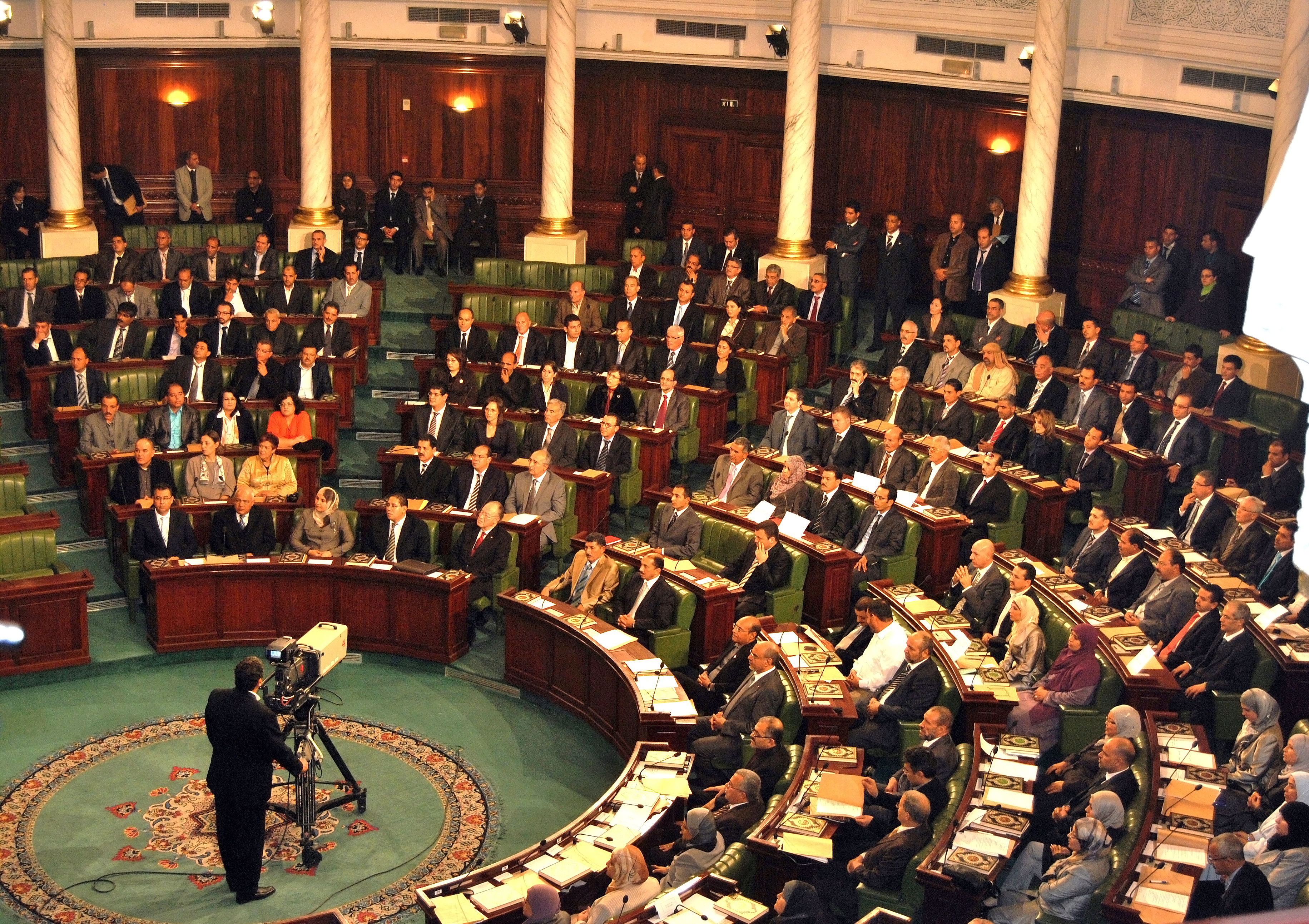
Assemblea constituent en la seva sessió inaugural.

El 23 d'octubre de 2011 es van celebrar eleccions lliures a una Assemblea Constituent una vegada legalitzats els principals partits polítics d'oposició i il·legalitzat l'antic partit governant. La votació va donar lloc a una assemblea molt fragmentada en la qual destaca el partit islamista Ennahda, seguit pels partits laics Congrés per a la República (progressista), Ettakatol (socialdemòcrata) i Partit Republicà (centrista, fruit de la fusió del Partit Progressista Democràtic amb altres forces menors). L'assemblea va triar a Mustafa Benjaafar, del partit Ettakatol, com a president de la mateixa. El 10 de desembre de 2011, l'assemblea va adoptar una constitució provisional i, l'endemà passat, va triar al líder del Congrés per a la República, Moncef Marzouki, com a president provisional de la República. Marzouki va proposar com a primer ministre a Hamadi Jebali, secretari general del partit Ennahda, qui va ser ratificat per l'assemblea i va formar un govern provisional de coalició entre els tres principals partits. L'Assemblea Constituent va continuar amb els seus treballs per aprovar una nova Constitució mitjançant complexes negociacions.
El dimecres 6 de febrer de 2013 era assassinat el líder laic i d'esquerres Chokri Belaid davant la seva casa a Tunísia. En l'enterrament celebrat l'endemà passat les forces polítiques laiques van fer un demostració de força manifestant-se i realitzant una vaga general de 24 hores convocada per la Unió General de Treballadors Tunisians (UGTT), el sindicat més important del país, demanant la dimissió del govern de l'islamista moderat Hamadi Jebali. Amb aquests fets es va posar en evidència la polarització i el creixent enfrontament que viu Tunísia entre islamistes i laics. La resposta islamista no es va fer esperar i després de l'enterrament un grup de «barbuts» —com es coneix als islamistes més radicals— van agredir a Najib Chebbi, líder del Partit Demòcrata Progressista al crit d'«Enemic de Déu!» i l'endemà, dissabte 9 de febrer de 2013, les joventuts del partit del govern Ennahda van realitzar una manifestació en defensa de la «legitimitat» del poder que ostenta el seu partit —va obtenir el 40% dels escons en les eleccions de 2011— i contra la «ingerència francesa» —van cridar «França deixa't anar! França, ja n'hi ha prou!»— fent referència a les declaracions del ministre francès de l'Interior Manuel Valls que després de condemnar l'assassinat de l'opositor laic tunisià Chokri Belaid va lamentar «l'auge generalitzat del feixisme islàmic», la qual cosa també va provocar la protesta oficial del govern tunisià que va qualificar la declaració com «inamistosa».
Com ha assenyalat l'analista del diari espanyol El País Ignacio Cembrero, "el procés és similar al que viu Egipte. Si en aquest país el corrent islamista —els Germans Musulmans i els salafistes— és majoritària excepte, per ventura, a les grans ciutats com el Caire, a Tunísia ambdues forces estan bastant equilibrades. Per aquest motiu el futur del país descrit de vegades com el laboratori de la democràcia al món àrab sigui una incògnita". Belaid no era el primer laic assassinat. A l'octubre de 2012 Lofti Nagdh, coordinador a Tataouine del partit laic Nidá Tunis, va ser linxat per uns exaltats que encara no han estat detinguts. Els dos principals protagonistes de la violència islamista són els salafistes i la Lliga per a la Protecció de la Revolució, que l'oposició vincula amb el partit governant Ennahda.
El text final de la nova Constitució va ser aprovat el 26 de gener de 2014 per l'Assemblea Constituent amb 200 vots a favor, 12 en contra i 4 abstencions. L'endemà, el text va ser signat pel president, Moncef Marzouki, el President de l'Assemblea Constituent, Mustapha Ben Jaafar, i el cap del govern sortint, Ali Larayedh, durant una cerimònia a la seu de les reunions.
El 10 de juliol de 2015 Tunísia és designada pels Estats Units com a país aliat principal no membre de l'OTAN, un estatus especial que comparteixen setze països i que obre la porta al lliurament d'articles excedents de defensa i l'organització d'entrenaments conjunts. Els països que ja compten amb aquesta designació són: Afganistan, Argentina, Bahrein, Egipte, Israel, Japó, Jordània, Kuwait, el Marroc, Nova Zelanda, Pakistan, Filipines, Tailàndia i República de Corea.

## Organització politicoadministrativa
Tunísia es divideix en 24 governacions o wilayāt.
Tunísia pertany a diverses organitzacions de cooperació internacionals com la Lliga d'Estats Àrabs, de la Unió Africana (UA) i de la Comunitat dels estats saharui-saharià (CEN-SAD).

Governacions de Tunísia

Les governacions són:
- governació d'Ariana
- governació de Béja
- governació de Ben Arous
- governació de Bizerta
- governació de Gabès
- governació de Gafsa
- governació de Jendouba
- governació de Kairuan
- governació de Kasserine
- governació de Kébili
- governació d'El Kef
- governació de Mahdia
- governació de Manouba
- governació de Medenine
- governació de Monastir
- governació de Nabeul
- governació de Sfax
- governació de Sidi Bou Zid
- governació de Siliana
- governació de Sussa
- governació de Tataouine
- governació de Tozeur
- governació de Tunis
- governació de Zaghouan

## Geografia

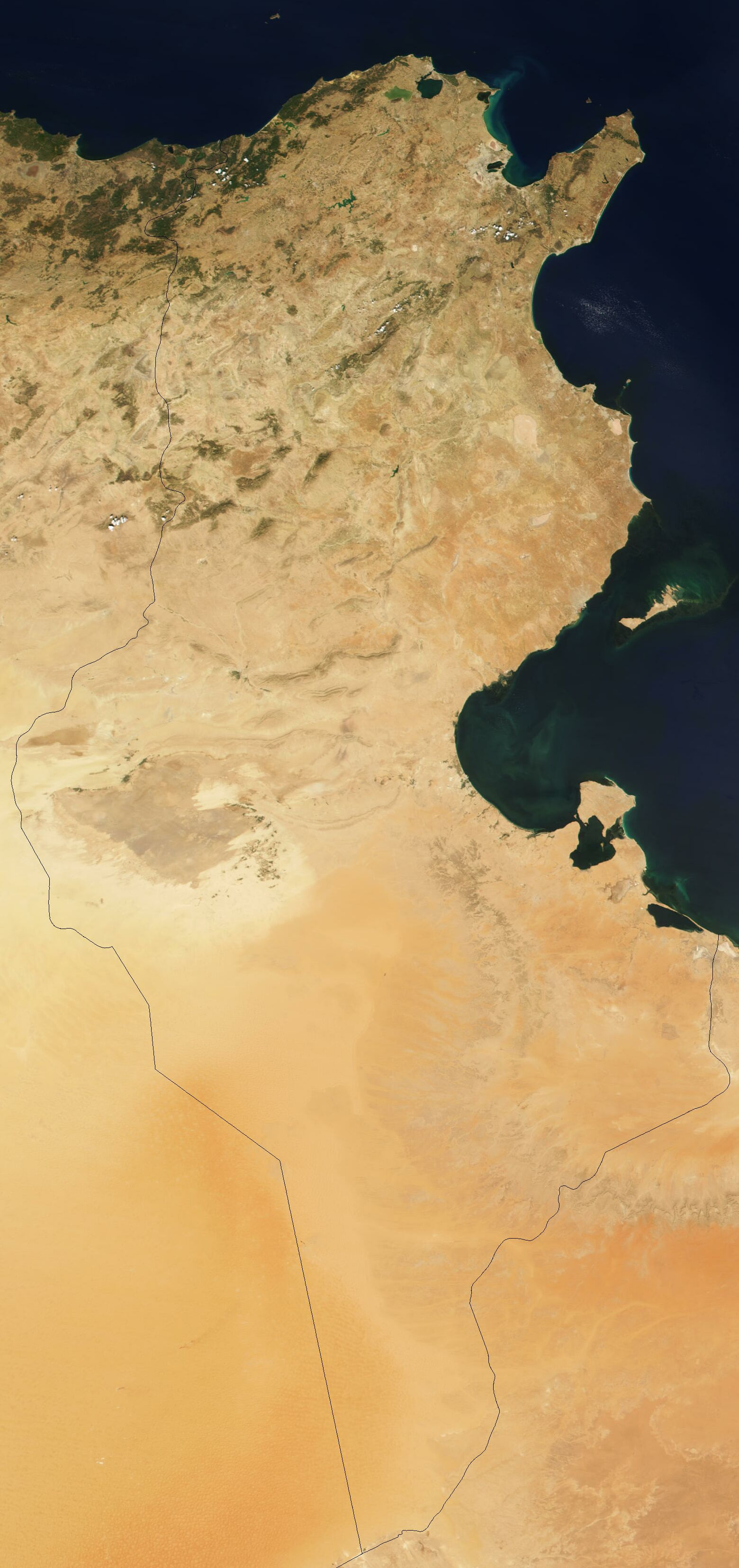
Vista de satèl·lit de la geografia tunisiana.

Tunísia es troba al nord d'Àfrica, entre el mar Mediterrani i el desert del Sàhara, i entre Algèria i Líbia. Gran part del seu territori és semiàrid i desèrtic. Al nord, hi ha muntanyes i el clima és temperat, amb hiverns suaus i plujosos i estius calorosos i secs. L'interval de temperatures al nord oscil·la entre 34º i 6 °C. Al sud, hi ha deserts que s'estenen fins al Sàhara. No obstant això, a pesar del seu paisatge àrid al sud, al nord existeixen boscos de pins al nord-oest i prats, ideals per al bestiar, al nord-est, així com horts i vinyes al llarg de la costa oriental.
Tunísia és el país més petit dels Estats del nord-oest d'Àfrica i ocupa el lloc número 89 en la llista dels països del planeta per la seva extensió. Té una superfície total de 163 610 km². D'aquesta superfície, 155 360 km², és a dir, el 94,5 % de la superfície total, són terrestres. La resta, 8250 km², el 5,5 %, són superfícies d'aigua. Només el 19% de la terra és cultivable, encara que el 13% d'aquesta és irrigada (est. 1993).
El punt més alt de Tunísia és la muntanya Jebel Chambi, al nord de la ciutat de Kasserine, i té 1.544 m. La superfície de la muntanya està coberta de pins.
Tunísia posseeix 1034 km de fronteres amb Algèria i 461 km de fronteres amb Líbia.A més, posseeix una línia costanera de 1148 km de longitud. No obstant això, el seu litoral està plagat de petites illes. Entre l'illa de Sicília i Tunísia existeix una distància de sol 130 km.
Els elefants, immortalitzats per Hanníbal en usar-los en les seves batalles, s'han extingit a Tunísia. Els lleons també van desaparèixer fa segles, utilitzats pels romans en els seus espectacles. Els colons francesos gairebé van dur a l'extinció el cérvol de Barbaria i algunes espècies de gaseles. Al nord, es poden trobar en els boscos senglars, mangostes, porcs espins i genetes. Els estruços, cabres salvatges i antílops són protegits en el Parc Nacional de Bou Hedma. En el desert, es pot trobar el ràpid fennec, així com escorpins i escurçons cornuts. Una espècie de varà també habita al desert. El Parc Nacional d'Ichkeul és un refugi de vida silvestre proper a la capital, on habiten aus aquàtiques. Les aus migratòries, falcons, cigonyes i àguiles, arriben a la primavera i tardor.
La capital de l'estat és la ciutat de Tunis, amb uns 700.000 habitants i més d'un milió i mig a l'àrea metropolitana. També passen dels 100.000 habitants les ciutats de Sfax (275.000), Sousse (164.000), Kairuan (120.000), Bizerta (115.000) i Gabès (110.000).

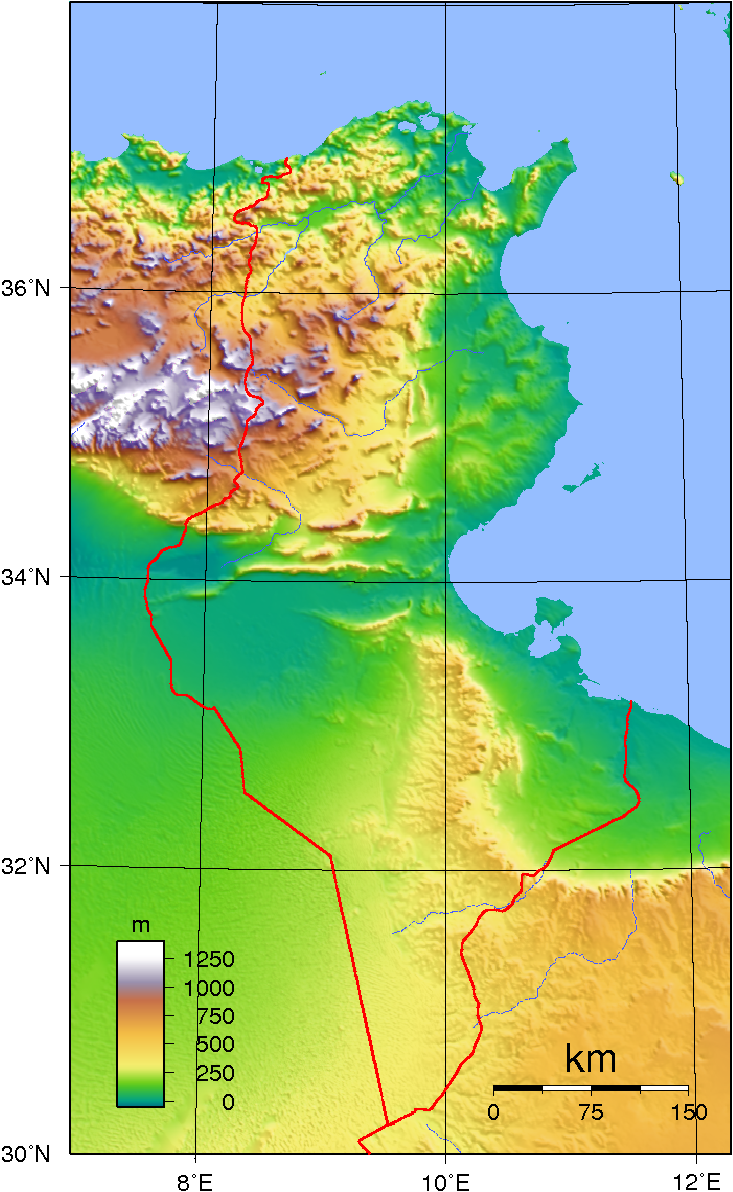
Topografia de Tunísia

La capital de Tunísia és la ciutat del mateix nom, Tunísia, i està situada en les següents coordenades cartogràfiques: 36° 50' N 10° 9' I. Tunísia es troba en el nord d'Àfrica, entre el mar Mediterrani i el desert del Sahara, i entre Algèria i Líbia. Prop del 40% de la superfície del seu territori és desèrtic, l'altra part està constituïda per terres fèrtils.

### Fronteres naturals

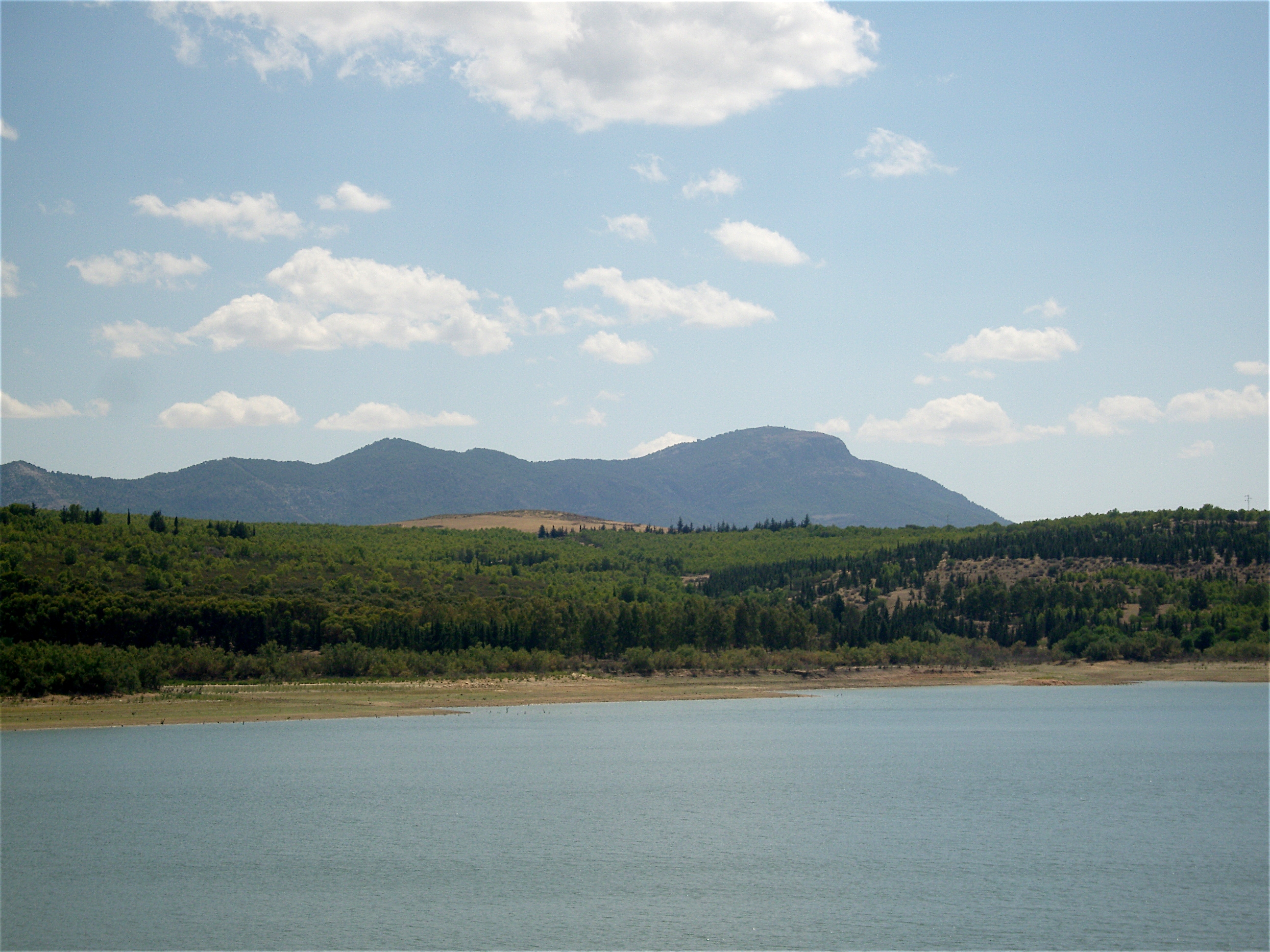
Vista de Djebel Ballouta amb la costa. La costa mediterrània nord és rica en vegetació.

Tunísia es pot dividir de nord a sud a diverses regions topogràfiques que es distingeixen amb facilitat. Començant pel Nord i anant cap al Sud, en primer lloc es troba una sèrie de cadenes muntanyenques, entre elles la serralada de l'Atles, a l'anomenada regió del Tell, que ocupen la meitat septentrional del país i travessen el territori tunisenc transversalment des del sud-oest cap al nord-est, amb altures que oscil·len entre els 610 i els 1544 msnm, aconseguint el punt més alt d'aquesta serralada, l'anomenat Jebel de Ech Chambi, que al seu torn és el punt més alt de Tunísia.
En aquests territoris s'ajunten les valls fèrtils i els altiplans amb les muntanyes. En aquesta zona és on neix el riu més llarg de Tunísia, el Majardah o riu Medjerda, de 460 km de longitud, que creua la zona d'oest a est para després arribar al golf de Tunísia, on desemboca.
Cap al Sud, el paisatge canvia les muntanyes per un altiplà amb una altura mitjana de 610 msnm. Aquests altiplans descendeixen a poc a poc fins a una zona formada per llacs salats, coneguts com a shatts o chotts, que s'estenen d'est a oest i que, en la seva majoria, es troben al nivell del mar. Entre aquests llacs es poden destacar el Djerid i el Bizerta. Aquesta zona es caracteritza per la seva naturalesa d'estepa semidesèrtica.

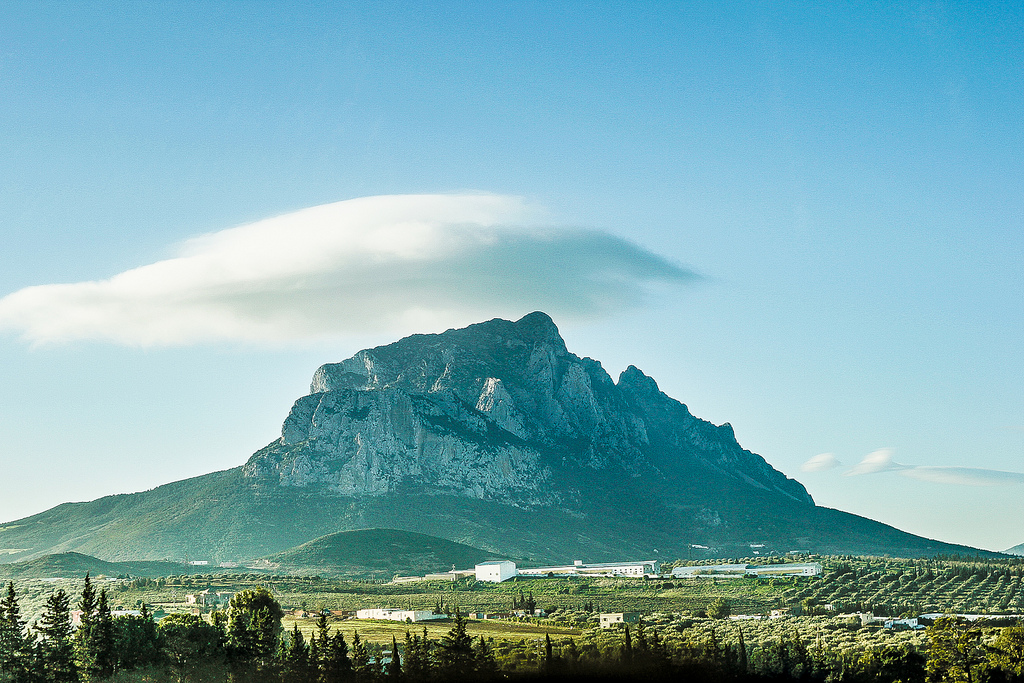
Jebel Rassas, Ben Arous

A la zona més austral, els shatts s'uneixen al desert del Sahara, que ocupa el 40 % de la superfície total de Tunísia. A la zona que està entre els shatts i el desert del Sahara existeixen nombrosos oasis; sobretot en les rodalies de la ciutat de Gabes, situada al centre de l'homònim golf de Gabes que rep el mateix nom, a la zona més propera a la frontera amb Líbia. En aquesta regió, els amplis oasis abunden, i en ells creixen prop de 400.000 palmeres datileres. Els oasis s'utilitzen també com a camp de cultiu; aquests cultius arriben en part fins a la costa.
Pel Nord, Tunísia limita amb Algèria i descriu una frontera que és definida per les irregularitats del terreny en la serralada de l'Atles, a excepció de la zona més al nord en la qual la frontera és definida pel parc natural algerià del Kala. Aquestes fites naturals se succeeixen a tot el llarg del sistema muntanyenc que travessa Tunísia, però quan aquest sistema descendeix i apareix el desert del Sahara, més concretament, el Gran Erg Oriental, la frontera amb Algèria es converteix en una simple recta, atès que no existeix en aquest territori cap accident geogràfic capaç de donar forma a una frontera.
La frontera amb Líbia està marcada principalment pels altiplans de la regió libia de Tripolitania. Es pot observar que totes les fronteres naturals de Tunísia venen delimitades per altiplans i muntanyes, la qual cosa és a causa que a Tunísia els rius són gairebé inexistents.

### Relleu

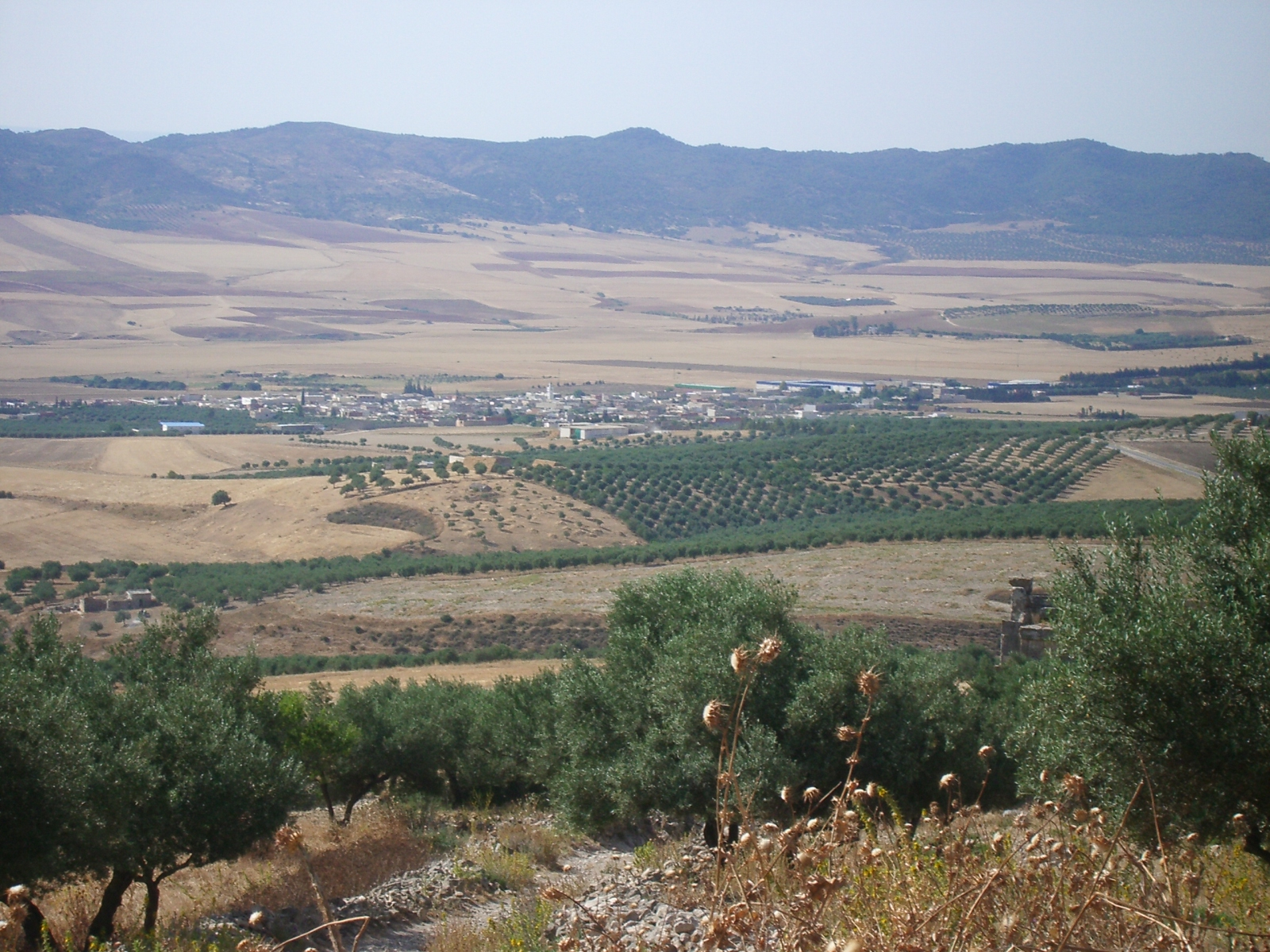
Paisatge del nord de Tunísia.

El relleu tunisià es basa en l'Atles Tell en el nord i la serralada de l'Atles al centre del país. En el sud de Tunísia s'estén una estepa semidesèrtica per després convertir-se en el desert del Sahara.
El punt més alt del país, el Djebel Chambi, es troba al seu centre, en la serralada de l'Atles, i mesura 1544 msnm d'altura. Al voltant d'aquest puig s'estén el parc natural de Jebel Chambi. Al seu torn el punt menys elevat és el Shatt Al Gharsah, en el sud-oest del país, a la frontera amb Algèria, i està a 17 m per sota del nivell del mar. Molt prop d'aquest shatt està el shatt El Jerid, el més gran de Tunísia.
Entre les ciutats de Bizerta i Tabarka es troba una prolongació de l'Atles denominada serralada de Dorsale, on abunden els camps de cultiu. Aquesta regió produeix la major part dels aliments del país i exporta nombrosos tipus de cultiu, com el de l'oliva o els cítrics. En el relleu del centre i nord de Tunísia s'alternen les grans regions muntanyenques de la serralada de l'Atles amb les depressions que generen alguns rius o els shatts.
Tunísia explica entre les seves muntanyes amb bastants parcs naturals, com el de Jebel Chambi, on es troba el punt més alt del país, el Jebel Bu Hedma, el parc nacional de Ichkeul o el parc Bu Kornine.
En el sud s'estén el Gran Erg Oriental, on destaca la planura del terreny pel fet de ser un desert. Destaquen les poblacions de Tozeur, Douz i Medenin. En aquesta regió la biodiversitat és escassa i la població en la seva majoria és d'origen bereber, en l'antiguitat nòmada, però actualment, la majoria estan assentats i han fundat ciutats i pobles com Matmata. També habiten en aquesta zona els tuaregs, encara que en la seva majoria han desaparegut. En aquesta zona escassegen les ciutats i les vies de comunicació.

#### Les Muntanyes de Tunísia
Les muntanyes de Tunísia estan dividides en quatre grans grups:
- Khumayr-Mogods, al nord del país, a la part nord del riu Medjerda.
- Alt Tell, al sud del riu Medjerda.
- Dorsal tunisià, entre la frontera algeriana a Kasserine i el golf de Tunis.
- Altres grups menors entre els quals destaquen les muntanyes de la frontera algeriana a la governació de Tozeur (Djebel en Negueb principalment), el massís de Matmata a la governació de Médenine, i a la part sud-oriental les muntanyes dels Ksour a la governació de Tataouine, més destacades per estar plenes dels ksur (plural de ksar, cases-magatzem-fortalesa dels nòmades) que per la seva altura que no arriba a 700 metres.

No hi ha grans altures. El punt més alt del país és el Djebel Chaambi amb 1544 metres; el segueix el Djebel Serj amb 1347 metres i el Djebel Semama amb 1314 metres. El Djebel Zaghouan, el més conegut, no arriba als 1300 metres (1295 metres).

### Ecologia

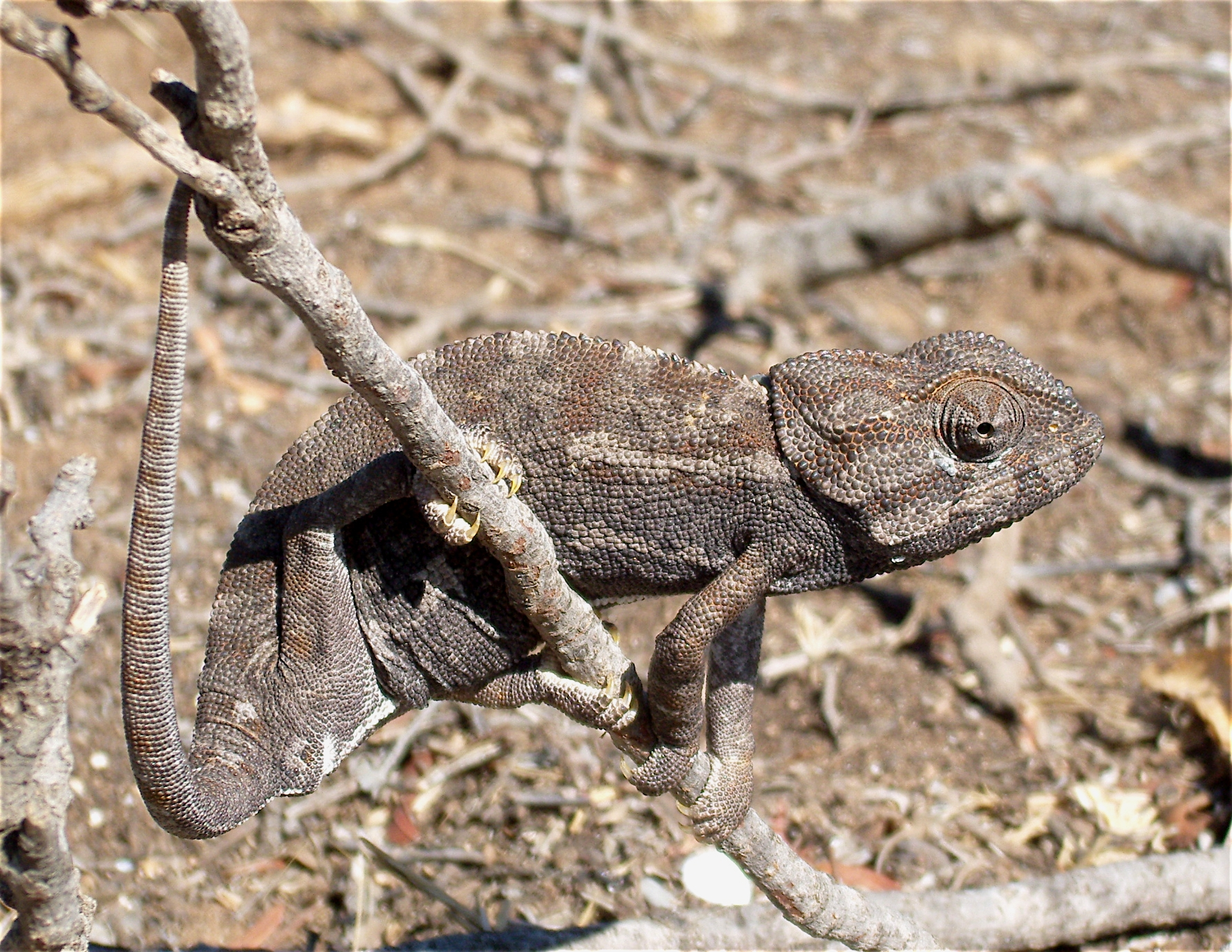
Camaleó comú.

Segons WWF, el territori de Tunísia es reparteix entre cinc ecoregions:
- Bosc montà nord-africà a les muntanyes del nord-oest.
- Bosc mediterrani nord-africà a la costa i a la meitat nord del país.
- Estepa arbustiva mediterrània al centre.
- Estepa del Sahara septentrional a la meitat sud.
- Salobral del Sahara a diversos aiguamolls del centre i nord del país.

El parc d'Ichkeul que té més de 12.600 hectàrees, està inscrit en la llista del patrimoni mundial de la UNESCO. Existeixen també 16 reserves naturals que serveixen de llar a moltes espècies amb un valor ecològic important i ecosistemes vulnerables.
Segons un estudi del programa mediterrani de la WWF, la regió de la costa nord-oest seria un dels 13 llocs del Mediterrani que té més diversitat d'animals i vegetals.

## Economia
Tunísia té una economia diversa, on els sectors de major importància són l'agricultura, la mineria, l'energia, el turisme, el petroli i les empreses manufactureres. Mentre que roman el pes del control governamental sobre els temes econòmics, s'ha anat reduint a poc a poc amb un creixement de la privatització, una simplificació de l'estructura en els impostos, i un enfocament més adequat sobre el deute. El creixement real estava del 5,0% a la dècada de 1990, i la inflació va seguir desaccelerant per al 2006. L'increment en el comerç i en el turisme han estat els elements claus per a l'estable creixement econòmic. L'associació entre Tunísia i la Unió Europea, la primera entre la UE i un país mediterrani, va entrar en marxa l'1 de març del 1998. Sota aquest acord, Tunísia va acceptar facilitar el comerç amb els Estats Units a la dècada del 2000. Major privatització, i alliberament del codi d'inversions per a atreure inversions estrangeres, i desenvolupament en l'eficiència del govern són els reptes per al futur de Tunísia. D'acord amb el British Philip's university atlas del 2000, Tunísia posseeix una reserva de fosfat en la part central del país.

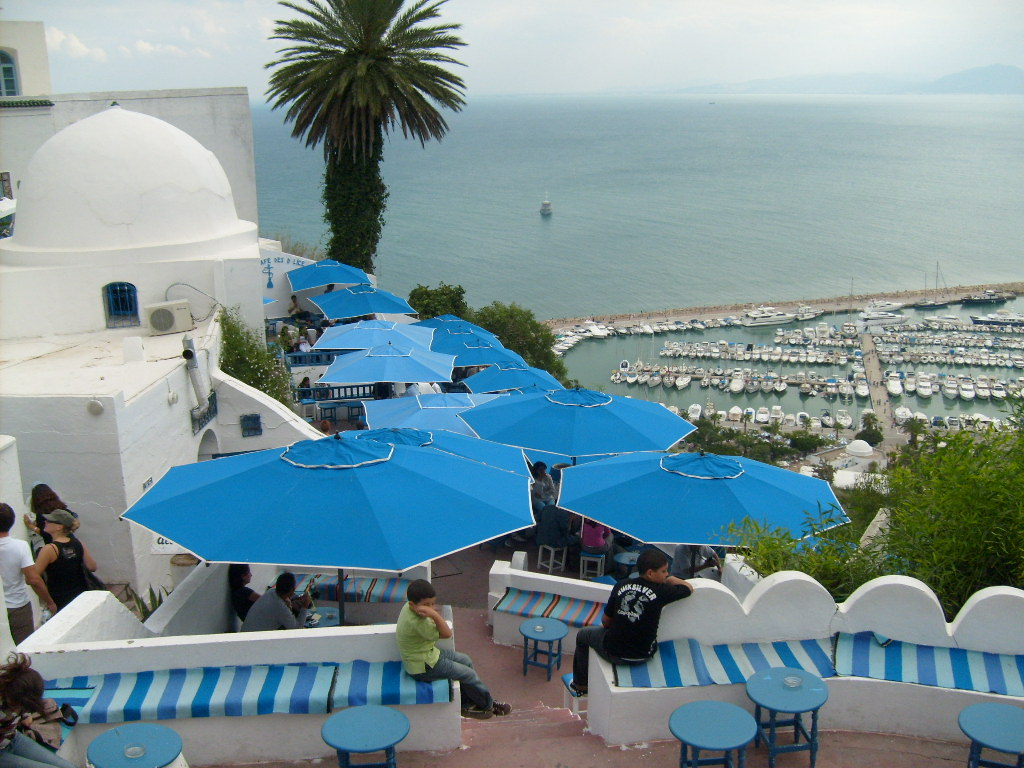
Vista del Cafè des Délices, a Sidi Bou Saïd.

En l'antiguitat com a conseqüència de la fràgil economia del país, es va permetre la circulació de monedes estrangeres en tot el territori. Per a això el rei Mohamed (1293-1299 hègira) va utilitzar una contramarca que contenia nombres en àrab i un estel. Aquesta marca es va estampar sobre monedes de plata de 8 reals espanyoles, 5 francs de Napoleó i talers de la reina Maria Teresa d'Àustria. També existeixen algunes contramarques amb la paraula “TUNÍSIA” en àrab.
A Tunísia li falten els immensos recursos naturals dels països veïns, però la direcció econòmica acurada i reeixida ha portat una prosperitat raonable. Els productes agrícoles principals són el blat, l'ordi, l'oli d'oliva i les fruites, però necessiten importar gran quantitat d'altres comestibles, particularment en anys de sequera que han estat freqüents en els últims anys.
Les terres cultivables representen 4,9 milions d'hectàrees, de les quals 1,6 estan destinades als cereals, altres 1,6 als olivars i 0,4 als camps irrigats.
Compta amb mines de fosfat, ferro i zinc. Tunísia és un exportador modest de petroli. El sector industrial processa la mina de fosfat i treballa productes químics derivats del petroli. Les recents caigudes del preu del petroli i dels fosfats han obligat al Govern a sotmetre's a les directrius econòmiques de l'FMI, acceptant determinades reformes a canvi de préstecs tous. D'acord amb el British Philip's university atles del 2000, Tunísia posseeix una reserva de fosfat en la part central del país. El Govern ha retallat la despesa pública, ha abolit el control del comerç i ha introduït mesures per fer totalment convertible al dinar.
Mentre roman el pes del control governamental sobre els temes econòmics, s'ha anat reduint gradualment amb un creixement de la privatització, una simplificació de l'estructura en els impostos i un enfocament més adequat sobre el deute. El creixement real va fer una mitjana del 5 % en la dècada de 1990, i la inflació va seguir desaccelerant el 2006. L'increment en el comerç i en el turisme han estat els elements clau per a un creixement econòmic estable. L'associació entre Tunísia i la Unió Europea, la primera entre la UE i un país mediterrani, va entrar en vigor l'1 de març de 1998. Sota aquest acord, Tunísia va acceptar facilitar el comerç amb els Estats Units en la dècada de 2000. Major privatització i alliberament del codi d'inversions per atreure inversions estrangeres, i desenvolupament en l'eficiència del govern són els reptes per al futur de Tunísia. Tunísia és membre de la Unió del Magrib àrab i de diverses organitzacions econòmiques del Magrib.

## Demografia
Els tunisians actuals són descendents dels indígenes amazics i dels nombrosos pobles i civilitzacions que han envaït, emigrat i han estat assimilats en la població a través dels mil·lennis, entre els quals es compten els fenicis, romans i vàndals.
En ser un protectorat de França des del 1881 fins a la seva independència el 1956, conserva forts vincles polítics, econòmics i culturals amb aquest país.
Segons les estimacions de l'any 2003, Tunísia posseeix 9.924.742 habitants, una taxa de creixement poblacional de l'1,09% i una expectativa de vida en néixer de 74,4 anys. La major part de la població (98%) és musulmana. El grup ètnic dominant és l'àrab (98%), mentre que els europeus i jueus conformen el 2% restant.
L'idioma oficial és l'àrab, encara que el francès té una gran importància en l'àmbit comercial.

## Cultura
Malgrat de ser un país islàmic, la nació és bastant liberal, influïda per la seva proximitat a Europa. En el país existeixen petites minories jueves i catòliques. Recentment la poligàmia va ser il·legalitzada i també el divorci per repudi. També es va prohibir el matrimoni a les dones menors de 17 anys, i se'ls va atorgar el dret a rebutjar un compromís.
La taxa de persones amb el francès com a segona llengua és molt elevat, no només pel passat colonial, sinó perquè es continua ensenyant en les escoles.

## Educació
Abans del 1958, l'educació a Tunísia estava disponible per a una petita minoria (14%). No obstant això, ara és una prioritat molt important per al govern tunisià. Universitats importants a Tunísia:
- Universitat Internacional de Tunísia
- Universitat d'aviació i tecnologia de Tunísia

## Festes
| Data             | Festivitat                              | Notes                                                           |
| ---------------- | --------------------------------------- | --------------------------------------------------------------- |
| 1 de gener       | Cap d'any                               |                                                                 |
| 20 de març       | Dia de la Independència (عيد الإستقلال) |                                                                 |
| 21 de març       | Dia de la Joventut                      |                                                                 |
| 9 d'abril        | Dia dels Màrtirs                        |                                                                 |
| 1 de maig        | Dia del Treballador                     |                                                                 |
| 25 de juliol     | Dia de la República                     |                                                                 |
| 3 d'agost        | Aniversari de Habib Burguiba            | Habib Burguiba (1903 - 2000): Primer President de Tunísia.      |
| 13 d'agost       | Dia de la Dona                          |                                                                 |
| 15 d'octubre     | Dia de l'Evacuació                      | Commemora el retir de les tropes franceses el 1962.             |
| 7 de novembre    | Dia de l'Ascens                         | Commemora l'ascens a la presidència de Zine El Abidine Ben Ali. |
| Final del Hajj   | Eid ul-Adha                             | Commemora l'intent de sacrifici d'Abraham del seu fill Ismael.  |
| Final del Ramadà | Eid ul-Fitr                             | Commemora el final del mes de ramadà.                           |

## Tunisians
Categoria principal: tunisians
- Polítics: Zine El Abidine Ben Ali, Rachid Sfar, Hédi Nouira, Mohamed Mzali, Bahi Ladgham, Habib Burguiba, etc.
- Filòsofs i pensadors: Pierre Lévy, Tahar Haddad, Salem Bouhageb, etc.
- Poetes, escriptors i dramaturgs: Abu-Ishaq al-Husrí, Ibn Sàyyid-an-Nas, Abu-l-Hàssan Alí al-Husrí, etc.
- Científics: Ibn Chabbat, etc.
- Esportistes: Aymen Abdennour, Hatem Ghoula, Ons Jabeur, etc.